# Piper rio-docense
Piper rio-docense är en pepparväxtart som beskrevs av E.F.Guim. & Carv.-silva. Piper rio-docense ingår i släktet Piper och familjen pepparväxter. Inga underarter finns listade i Catalogue of Life.